# Francisco Javier Lafuente Sancho
Francisco Javier Lafuente Sancho   (Barcelona, 1960) és el rector de la Universitat Autònoma de Barcelona des de 2020. És llicenciat en Ciències Químiques per la Universitat Autònoma de Barcelona i doctor cum laude en enginyeria química per la mateixa universitat.
La seva carrera docent va començar l'any 1984 com a professor ajudant a l'Escola d'Enginyeria de la UAB. Posteriorment, passà a ser professor titular entre els anys 1990 i 2002, i des de llavors, és catedràtic d'enginyeria química. Ha realitzat estades de recerca al Massachusetts Institute of Technology, la Universitat de Califòrnia i l'Institut de Tecnologia d'Illinois.
El 10 de novembre de 2020 fou escollit rector de la Universitat Autònoma de Barcelona.
Actualment, és el president de la Xarxa Vives d'Universitats.